# Bidur
Bidur (nep. बिदुर)  – miasto w środkowym Nepalu; w prowincji numer 3. Według danych szacunkowych na rok 2011 liczyło 27 953 mieszkańców .